# Thủ tướng Uzbekistan
Thủ tướng Cộng hòa Uzbekistan (tiếng Uzbek: Oʻzbekiston Bosh vaziri), Thủ tướng Uzbekistan là người đứng đầu chính phủ Cộng hòa Uzbekistan. Thủ tướng được bổ nhiệm bởi Tổng thống trong số các thành viên của Hội đồng Bộ trưởng, và phải được phê chuẩn bởi Oliy Majlis Lập pháp (Nghị viện Uzbekistan).
Thủ tướng hiện tại của Uzbekistan là Abdulla Oripov, người được bổ nhiệm vào ngày 14 tháng 12 năm 2016 bởi Tổng thống Shavkat Mirziyoyev, và được phê chuẩn bởi Oliy Majlis Lập pháp vào ngày 15 tháng 12 năm 2016.
Trước đó, Oripov đã là Phó Thủ tướng từ năm 1999 đến năm 2012, và là Bộ trưởng Giáo dục từ năm 2012 đến năm 2016. Ông cũng là một nhà toán học và một nhà thơ.
- Thủ tướng có trách nhiệm quản lý các hoạt động của nội các, thực hiện các chính sách kinh tế và xã hội, đảm bảo việc thực thi pháp luật.
- Thủ tướng cũng có quyền bổ nhiệm, miễn nhiệm, cách chức các bộ trưởng, ký các văn bản quan trọng của chính phủ, đại diện cho chính phủ trong các cuộc đàm phán quốc tế.

### List
| #  | Image | Name (Birth–Death)          | Term of office    | Term of office    | Party |
| -- | ----- | --------------------------- | ----------------- | ----------------- | --- |
| 1  |       | Fayzulla Xojayev            | 17 February 1925  | 26 July 1937      | |
| 2  |       | Abdullah Karimov            | 26 July 1937      | 2 October 1937    | |
| 3  |       | Sultan Segizbayev           | 2 October 1937    | 23 July 1938      | |
| 4  |       | Abdudzhabar Abdurakhmanov   | 23 July 1938      | 21 August 1950    | |
| 5  |       | Abdurrazak Mavlyanov        | 21 August 1950    | 18 May 1951       | |
| 6  |       | Nuritdin Mukhitdinov        | 18 May 1951       | 7 April 1953      | |
| 7  |       | Usman Yusupov               | 7 April 1953      | 18 December 1954  | |
| 8  |       | Nuritdin Mukhitdinov        | 18 December 1954  | 22 December 1955  | |
| 9  |       | Sobir Kamolov               | 22 December 1955  | 30 December 1957  | |
| 10 |       | Mansur Mirza-Akhmedov       | 30 December 1957  | 16 March 1959     | |
| 11 |       | Arif Alimov                 | 16 March 1959     | 27 September 1961 | |
| 12 |       | Rahmankul Kurbanov          | 27 September 1961 | 25 February 1971  | |
| 13 |       | Narmakhonmadi Khudayberdyev | 25 February 1971  | 3 December 1984   | |
| 14 |       | Gayrat Kadyrov              | 3 December 1984   | 21 October 1989   | |
| 15 |       | Mirakhat Mirkasimov         | 21 October 1989   | 24 March 1990     | |
| 16 |       | Shukrullo Mirsaidov         | 8 January 1990    | 8 January 1992    | |
| 17 |       | Islam Karimov               | 8 January 1992    | 8 January 1992    | |
| 18 |       | Abdulhashim Mutalov         | 8 January 1992    | 21 December 1995  | People's Democratic Party of Uzbekistan                                                                        |
| 19 |       | Oʻtkir Sultonov             | 21 December 1995  | 12 December 2003  | People's Democratic Party of Uzbekistan                                                                        |
| 20 |       | Shavkat Mirziyoyev          | 12 December 2003  | 14 December 2016  | Self-Sacrifice National Democratic Party (until 2008) Uzbekistan National Revival Democratic Party (from 2008) |
| 21 |       | Abdulla Aripov (1962–)      | 14 December 2016  | Incumbent         | Liberal Democratic Party                                                                                       |